# NGC 410
NGC 410 (również PGC 4224 lub UGC 735) – galaktyka eliptyczna znajdująca się w gwiazdozbiorze Ryb. Odkrył ją William Herschel 12 września 1784 roku.
W galaktyce tej zaobserwowano do tej pory jedną supernową – SN 1995Y.